# Vitis rotundifolia
Vitis rotundifolia ist eine Pflanzenart aus der Gattung Weinreben (Vitis) innerhalb der Familie Weinrebengewächse (Vitaceae). Diese Wildreben-Art kommt nur im Süden der Vereinigten Staaten sowie im Norden Mexikos vor und ist nur eine von 3 Spezies der Untergattung Muscadinia. Die beiden anderen Spezies heißen Vitis munsoniana (Florida) und Vitis popenoei (Zentralamerika).
Vitis rotundifolia gedeiht in einem feuchtwarmen Klima. Versuche zu Anfang des 20. Jahrhunderts, die Sorte als Antwort auf die Reblauskrise im Süden Frankreichs anzupflanzen, schlugen fehl, da das Klima zu trocken ist.
Aus Vitis rotundifolia selektierte Sorten sind unter anderem unter folgenden Namen bekannt: Black Beauty, Carlos, Cowart, Flowers, Fry, Granny Val, Ison, James, Jumbo, Magnolia, Memory (bereits 1868 auf dem Farmgelände von T.S. Memory in Whiteville, North Carolina selektiert), Mish, Nesbitt, Noble, Scuppernong, Summit, Supreme sowie Thomas.

## Ampelographische Sortenmerkmale
Die Spezies der Untergattung Muscadinia verfügen über 40 Chromosomen; im Gegensatz zu den 38 Chromosomen aller anderen Vitis-Arten. Aus diesem Grund sind die meisten Hybridreben aus einer Kombination von Muscadinia mit den Euvitis-Reben unfruchtbar Darüber hinaus sind viele der Sorten zweihäusig und verfügen über ausschließlich weibliche Blüten.
In der Ampelographie wird der Habitus folgendermaßen beschrieben:
- Die Triebspitze ist nur spinnwebig behaart.
- Die kleinen, 6 bis 9 cm langen Blätter sind hellgrün, glänzend, dick und ungebuchtet (siehe auch den Artikel Blattform). Die Stielbucht ist V-förmig offen. Das Blatt ist stumpf gezahnt. Die Zähne sind im Vergleich der Rebsorten groß und weit gesetzt.
- Die Traube ist sehr klein und sehr lockerbeerig. Die rundlichen Beeren sind mittelgroß bis groß und von grüngelber (Sorten: Carlos, Dixie, Fry, Higgins, Magnolia), roter (Carnwelt Dixie red, Dulcet) und schwarz-blauer Farbe (Hunt, James, Noble, Mish). Die Schale der Beere ist dick. Das Aroma der saftigen Beere ist fein und verfügt über ein aromatisches Bukett mit leicht fuchsigem Geschmack (Fox-Ton). Im Unterschied zu Vitis labrusca ist dieser Geschmack auf ca. 50 Substanzen, wie zum Beispiel 3-Methyl-1-butanol, Hexanole, Benzaldehyd, 2-Phenylethanol zurückzuführen.

Die spätreifende, ertragsstarke Rebe ist aufgrund des frühen Austriebs gegen späten Frost im Frühjahr empfindlich.

## Resistenzzüchtung
Vitis rotundifolia spielt seit Anfang des 21. Jahrhunderts eine wichtige Rolle auf dem Weg zu einem nachhaltigen Weinbau mit einem verringerten Einsatz von Fungiziden. Im Jahr 2000 wurde das Resistenzzüchtungsprogramm „Résistances Durables - ResDur“ durch das INRA aufgelegt
Insgesamt 3 Versuchsserien wurden im Vorfeld auf langfristiger Basis identifiziert. Bei Serie 1 (ResDur 1) wurden Versuchsreben auf Basis von Vitis rotundifolia (mit den Resistenzgenen Rpv 1 und Run 1) mit Hybridreben des Julius Kühn-Institut (Resistenzgene Rpv 3 und Ren 3) gekreuzt. Die selektierten Resistenzgene haben bislang ihre Wirksamkeit bei den Krankheiten Plasmopara viticola (Falscher Mehltau der Weinrebe) und Erysiphe necator (Echter Mehltau der Weinrebe) gezeigt, wobei die Hauptgene Rpv1 (Mehltau) und Run1 (Echter Mehltau) mit anderen Resistenzgenen assoziiert sind.
4 Sorten der ersten Versuchsreihe, Voltis, Floreal, Vidoc und Artaban (2 weiße und 2 rote), die im Oktober 2015 in den offiziellen Katalog eingetragen wurden, wurden zu Beginn der Kampagne 2018 klassifiziert.

## Synonyme
Muscadine Grape, Fox grape, Southern fox grape, Southern muscadine, Muscadine, Bullace grape, Bull grape, Bullet grape, Bullit grape, Warty grape, Roanoke, Bushy grape, Currant grape.